# Hresk
Hresk (biał. Грэск) – wieś (dawniej miasteczko) na Białorusi w obwodzie mińskim, w rejonie słuckim. Ośrodek administracyjny sielsowietu hreskiego (Грэскі сельсавет). Liczy ok. 2000 mieszkańców (2006) i 793 gospodarstw domowych.
Znajduje się 18 km na północ od miasta Słucka, 20 km od dworca kolejowego w Słucku, 90 km od Mińska.
Miasto magnackie położone było w końcu XVIII wieku w Księstwie Słuckim w powiecie nowogródzkim województwa nowogródzkiego.
Dawniej należało do powiatu słuckiego.